# Лукушино
Лукушино — деревня в Чухломском муниципальном районе Костромской области. Входит в состав Петровского сельского поселения

## География
Находится в северной части Костромской области на расстоянии приблизительно 21 км на восток-северо-восток по прямой от города Чухлома, административного центра района на правом берегу реки Вига.

## История
Отмечена деревня была на карте еще 1840 года. В 1872 году здесь было учтено 18 дворов, в 1907 году — 30.

## Население
Постоянное население составляло 112 человек (1872 год), 106 (1897), 127 (1907), 17 в 2002 году (русские 100 %), 3 в 2022.